# Pierre Carrier-Belleuse
|                                                                                 |  |  |
| Links: Le Depart En Voyage De Noces (1915, met rechts zelfportret), rechts foto |  |  |

Pierre Carrier-Belleuse (Parijs, 29 januari 1851 – aldaar, 1932) was een Frans kunstschilder, vooral bekend om zijn schilderijen van balletscènes.

## Leven en werk
Pierre Carrier-Belleuse werd geboren in een kunstenaarsfamilie. Zijn vader was de bekende kunstschilder Albert-Ernest Carrier-Belleuse, de kunstschilder Louis-Robert Carrier-Belleuse was zijn broer. Zowel hijzelf als zijn broer werden ook door hun vader opgeleid. Later ging Pierre naar de École nationale supérieure des beaux-arts, waar hij opnieuw studeerde onder zijn vader, maar ook bij Alexandre Cabanel, die grote invloed op hem had. Vanaf 1875 exposeerde hij onder andere regelmatig in de Parijse salon. In 1889 nam hij samen met Daniel Ridgway Knight deel aan de Wereldtentoonstelling van 1889 in zijn geboortestad, tijdens welke hij een zilveren medaille won.
Carrier-Belleuse schilderde veel in pastel, in een academische stijl. Hij werd vooral bekend met zijn ballettaferelen, maar maakte ook landschappen, historische werken, portretten en andere genrewerken. Zijn schilderijen zijn in diverse musea in Frankrijk te bezichtigen, onder andere in La Rochelle, Gray and Le Puy. Veel van zijn werk bevindt zich in privé-bezit.

## Foto’s

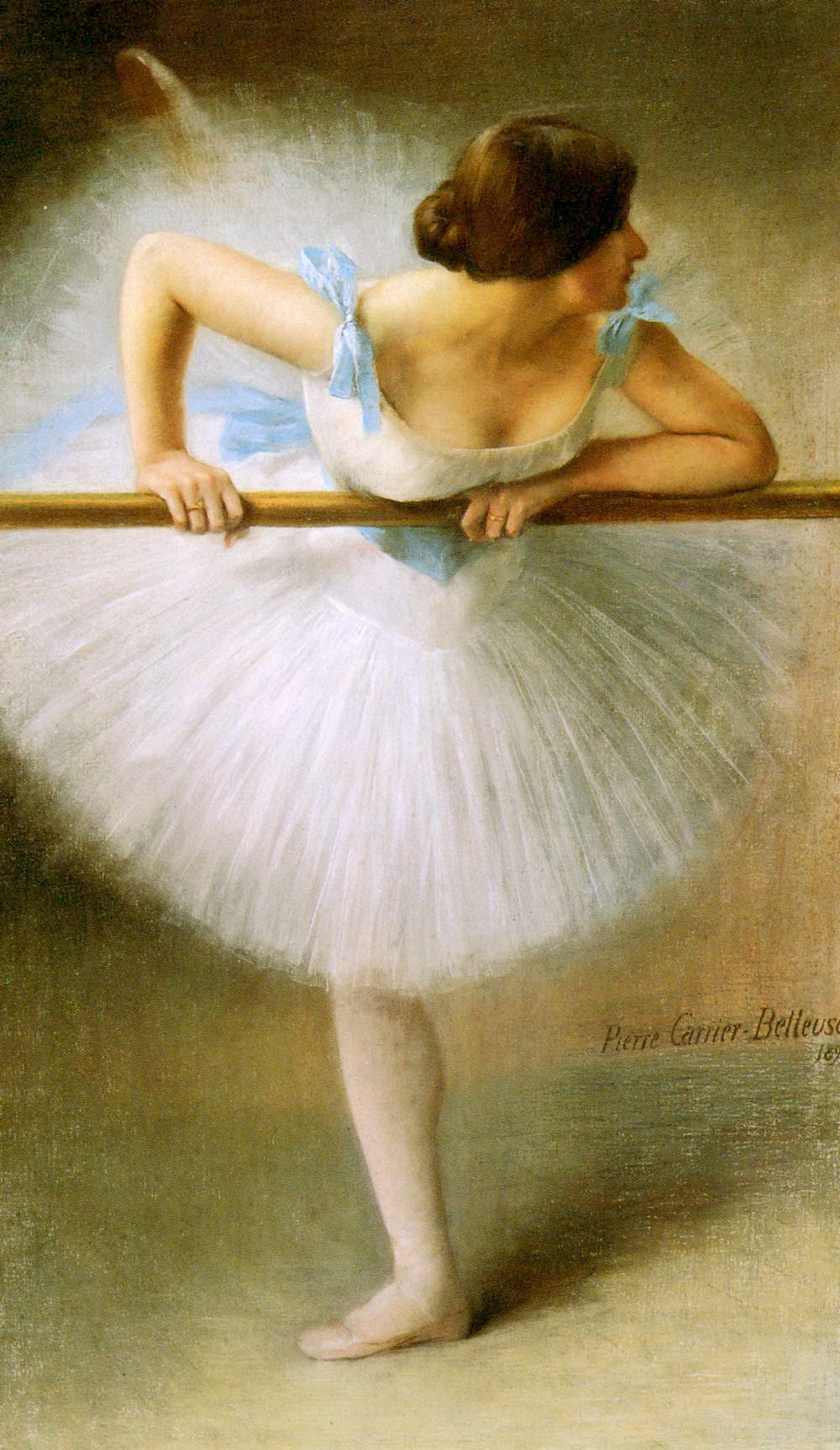
La Danseuse
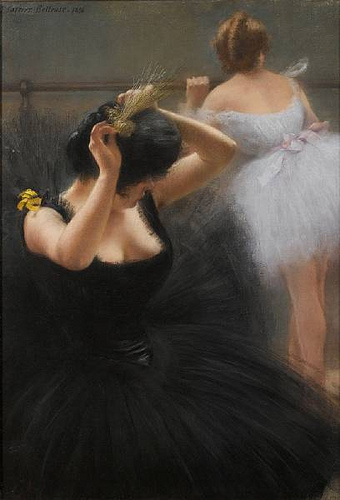
Balletvoorbereiding
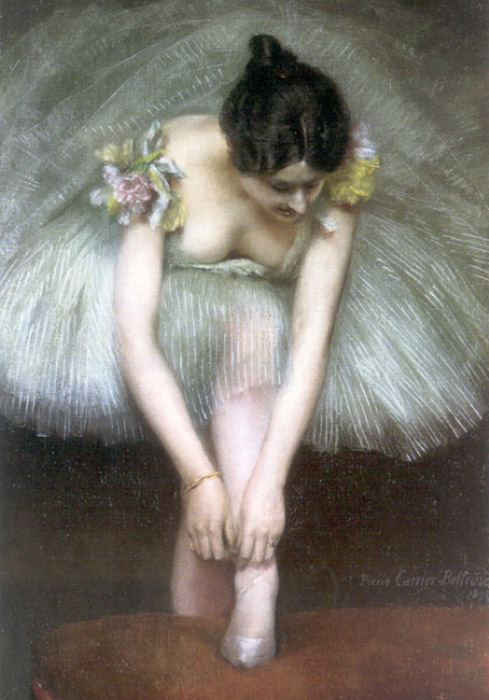
Voor het balet
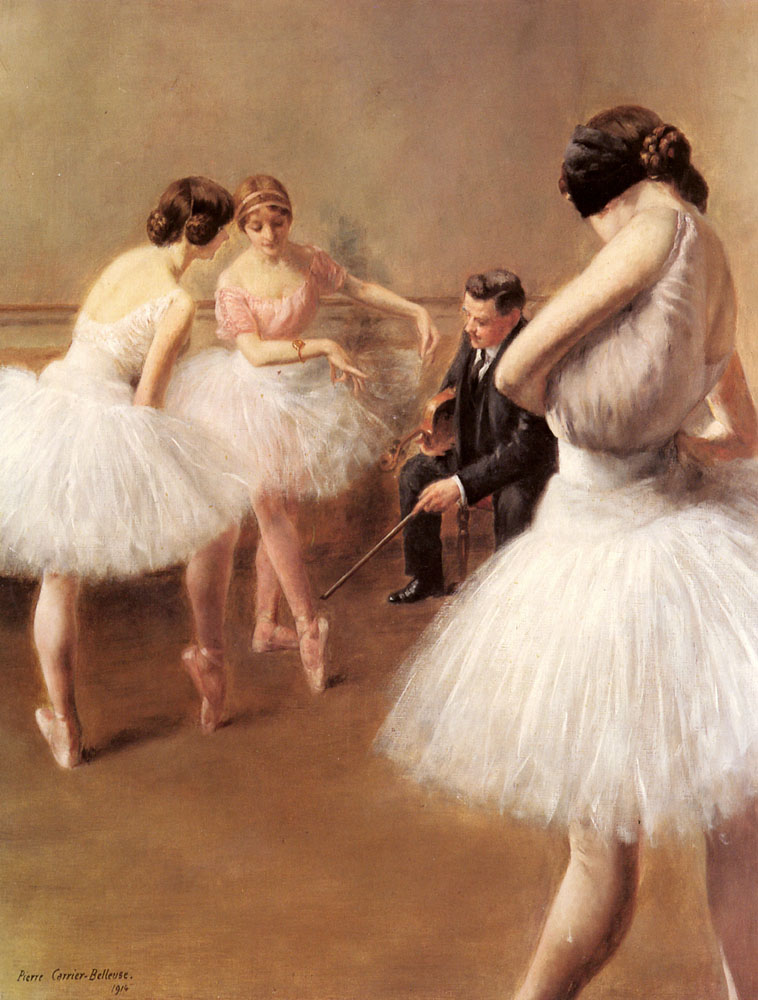
De balletles
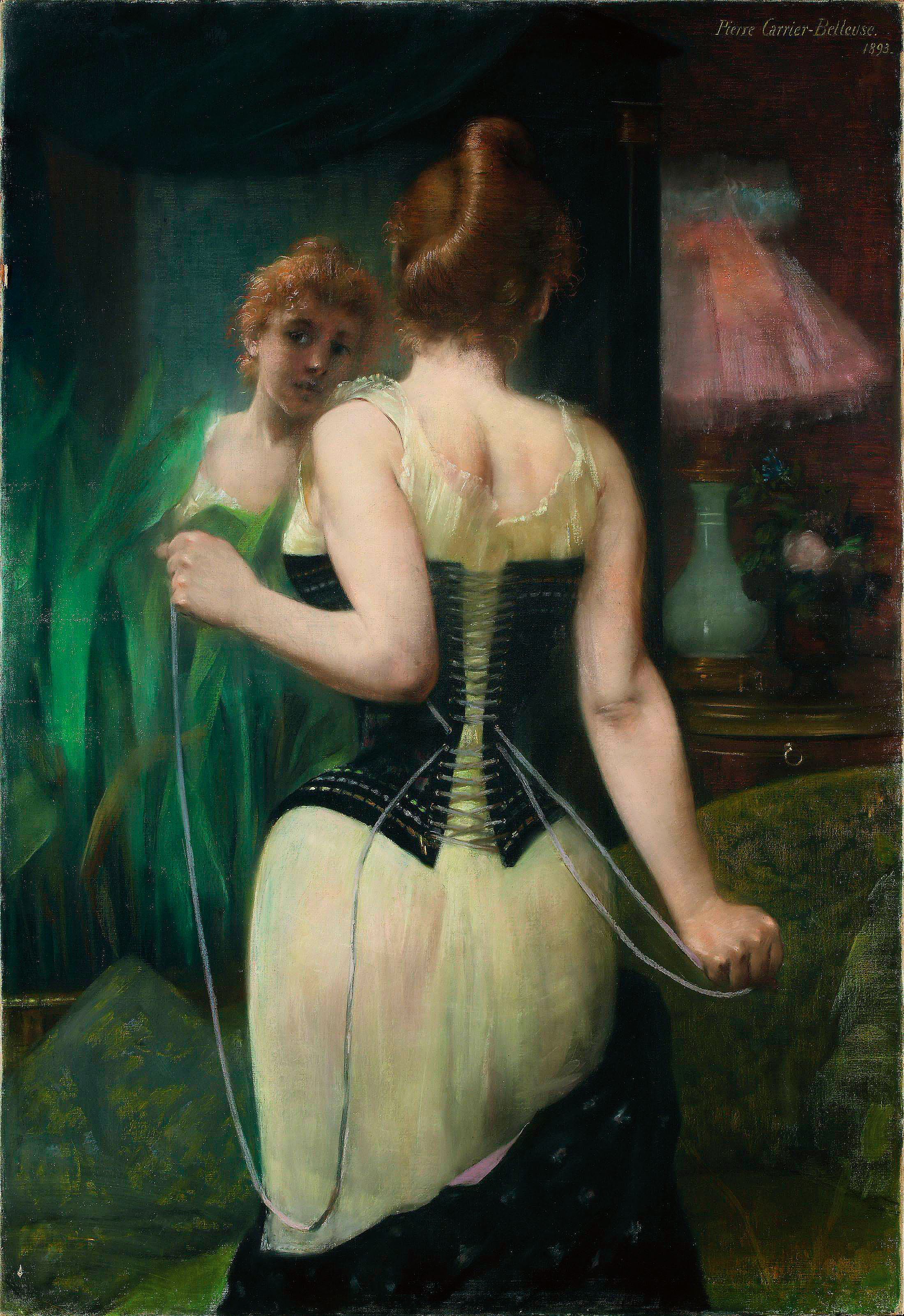
Jeune Femme adjustant son corset
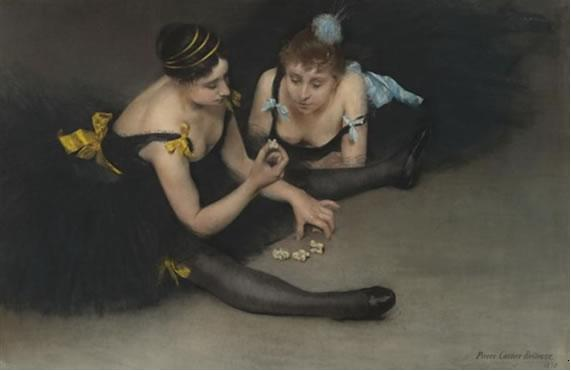
Twee ballerinas
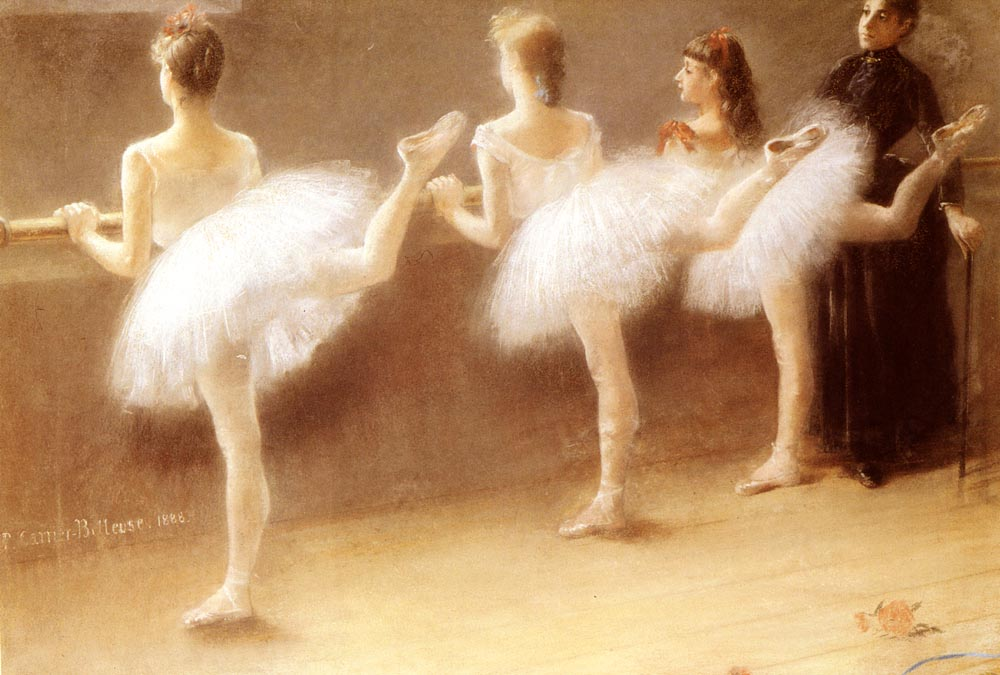
La barre
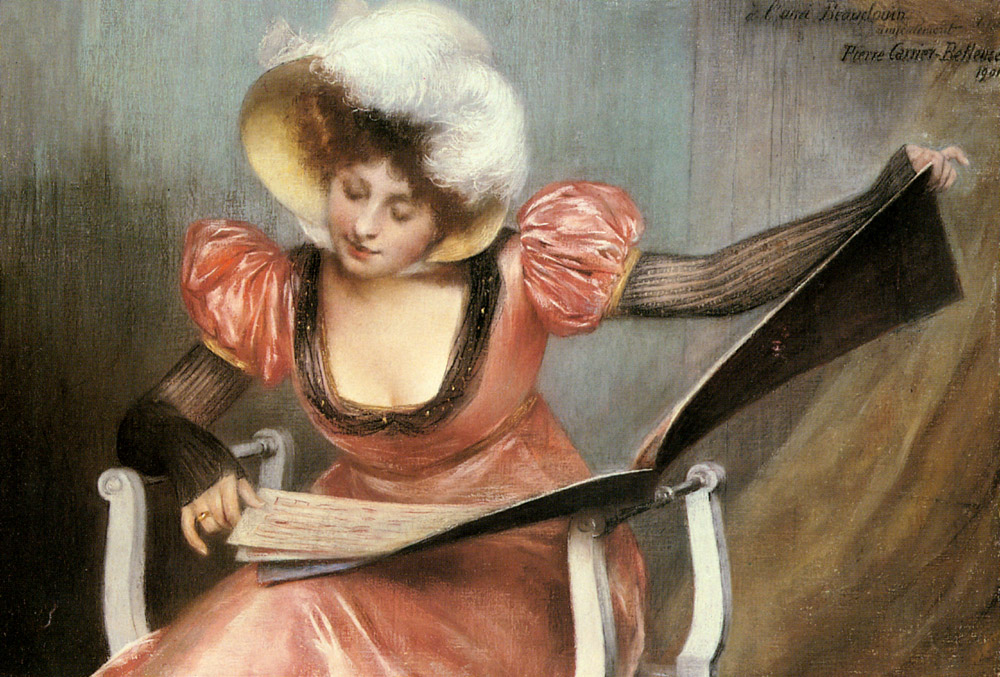
La Maison de Musique
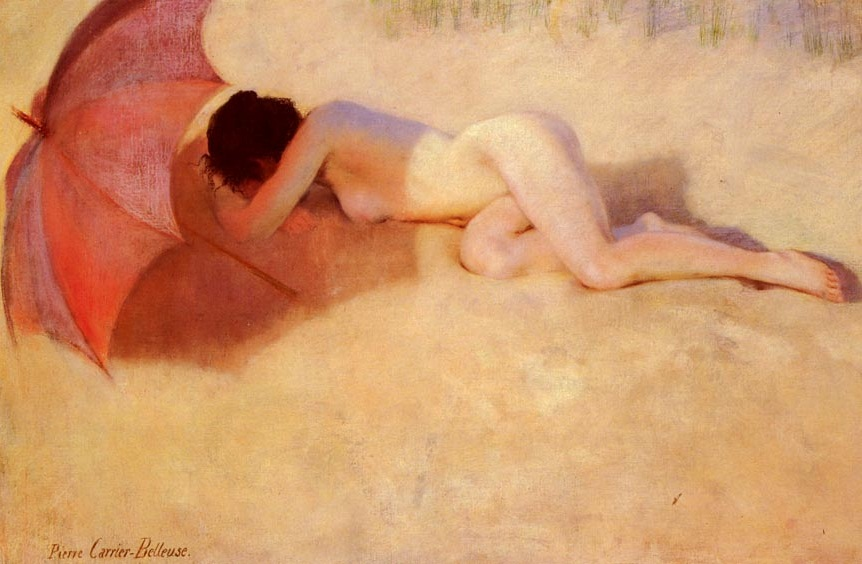
Nu Sous Un Parasol
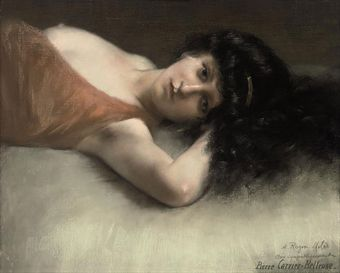
Liggend naakt